# Taroko-Nationalpark

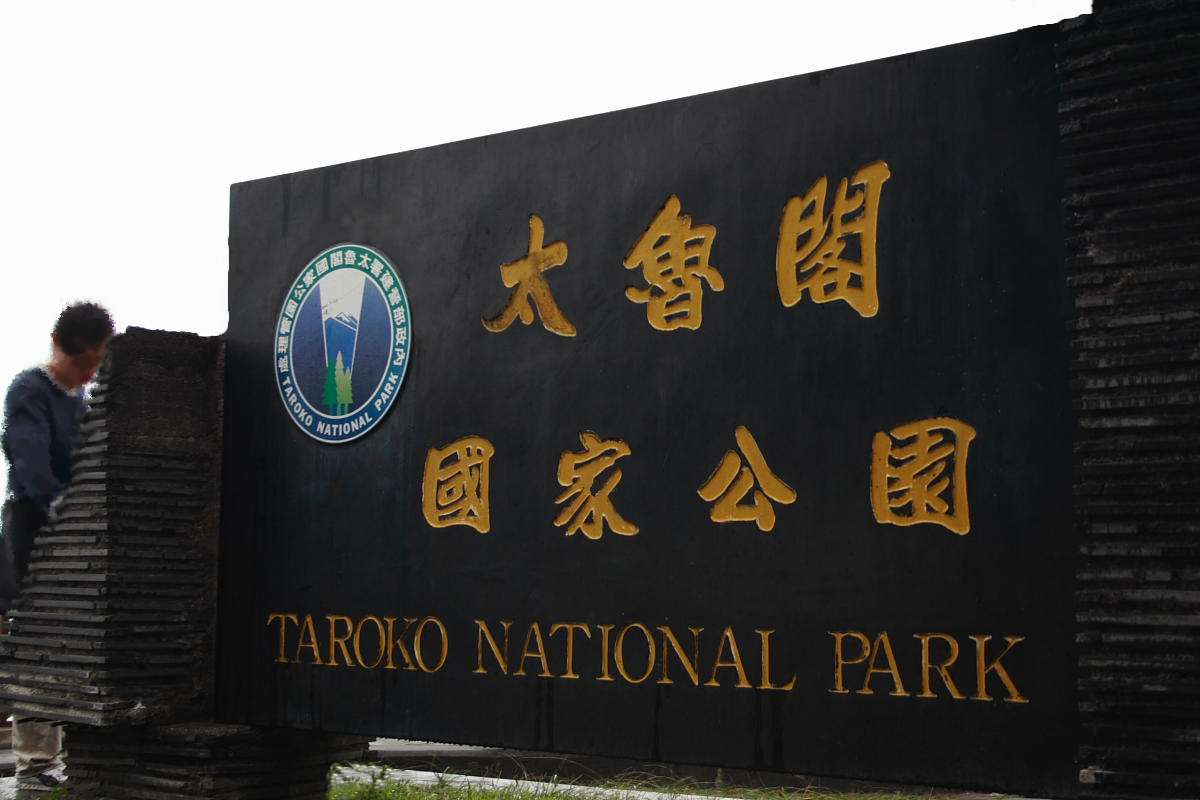
Eingangsschild zum Taroko-Nationalpark

Der Taroko-Nationalpark (chinesisch 太魯閣國家公園, Pinyin Tàilǔgé gúojiā gōngyuán, Pe̍h-ōe-jī Taroko kok-ka kong-hn̂g) ist einer von neun Nationalparks in der Republik China (Taiwan), gelegen im Osten der Insel Taiwan. Er wurde nach der Taroko-Schlucht benannt, die ihrerseits ihren Namen nach den Truku-Ureinwohnern erhalten hat. Mit über 6,6 Millionen Besuchern war der Park 2015 der am zweithäufigsten besuchte in Taiwan. 2019 war der „Taroko-Park“ mit über 4,8 Millionen Besucher der meistbesuchte Nationalpark Taiwans.

## Lage
Der Park befindet sich im Osten Taiwans auf dem Gebiet der zwei Landkreise Hualien und Nantou sowie auf dem Stadtgebiet von Taichung. Die Fläche beträgt 92.000 Hektar, wobei 74.800 ha auf dem Gebiet der Gemeinde Xiulin (秀林鄉) in Hualien, 9500 ha auf dem Gebiet von Heping (和平區) in Taichung und 7700 ha in Ren’ai (仁愛鄉) in Nantou liegen.

## Geschichte
Der Taroko-Nationalpark ist der älteste Nationalpark in Taiwan. Er wurde zum ersten Mal am 12. Dezember 1937 während der japanischen Kolonialzeit als Tsugitaka-Taroko-Nationalpark (jap. 次高タロコ国立公園 Tsugitaka Taroko kokuritsu kōen) errichtet. Zu der Zeit umfasste der Park auch den Xueshan mit einer Gesamtfläche von 270.000 Hektar. Durch den Zweiten Weltkrieg kamen die Gestaltungspläne allerdings zum Erliegen. Nach der Übernahme durch die Republik China wurde der Park am 15. August 1945 aufgelöst und erst am 28. November 1986 wieder errichtet. Die Etablierung eines so großen Gebietes als Nationalpark war von großer Bedeutung für die Naturschutzbewegung in Taiwan und Ausdruck des gestiegenen Umweltbewusstseins nach Jahrzehnten des relativ ungehemmten Wirtschaftswachstums.

## Sehenswürdigkeiten
Der Park ist vor allem durch seine Schluchten und die steilen Felswände berühmt.
In dem Park befinden sich unter anderem folgende Sehenswürdigkeiten:
- Taroko-Schlucht (太魯閣峽谷,  Tàilǔgé Xiágǔ)
In ihr fließt der Liwu-Fluss (立霧溪,  Lìwù Xī), der die Marmorschicht erodierte und so die Schlucht formte. Aufgrund der Aussicht ist sie eine berühmte Sehenswürdigkeit in Taiwan.
- Tunnel der neun Wendungen (九曲洞,  Jiǔqū Dòng)
- Schrein des ewigen Frühlings (長春祠,  Chángchūn Cí)
Dieser Schrein wurde im Andenken an die 212 gestorbenen Bauarbeiter gebaut, die beim Bau der Ost-West-Autobahn ums Leben gekommen sind.
- Schwalbengrotte (燕子口,  Yànzikǒu)
Der Name kommt durch die vielen kleinen Höhlen in der Felswand, in denen Schwalben ihre Nester gebaut haben.
- Die Brücke der liebevollen Mutter (慈母橋,  Címǔ Qiáo)
Eine Brücke aus rotem Marmor.
- Tianxiang (天祥,  Tiānxiáng)
Hier sind viele Unterkünfte und Restaurants.

## Verkehr
Durch den Park führt die Provinzstraße 8 (中橫公路,  Zhōnghéng Gōnglù), die den Westen mit dem Osten Taiwans verbindet. Die Taroko-Schlucht lässt sich über folgende Wege erreichen:
- Vom Bahnhof Hualien fährt ein Bus zum Eingang der Taroko-Schlucht (Fahrtzeit ca. 60 min) und zur Endhaltestelle Tianxiang (90 min).
- Vom Flughafen Hualien per Auto ca. 30 Minuten.
- Vom Bahnhof Xincheng ist der Park 3 km entfernt.
- Da sich die Schlucht über eine große Fläche erstreckt, bieten Hotels in Hualien geführte Touren an.

## Bilder

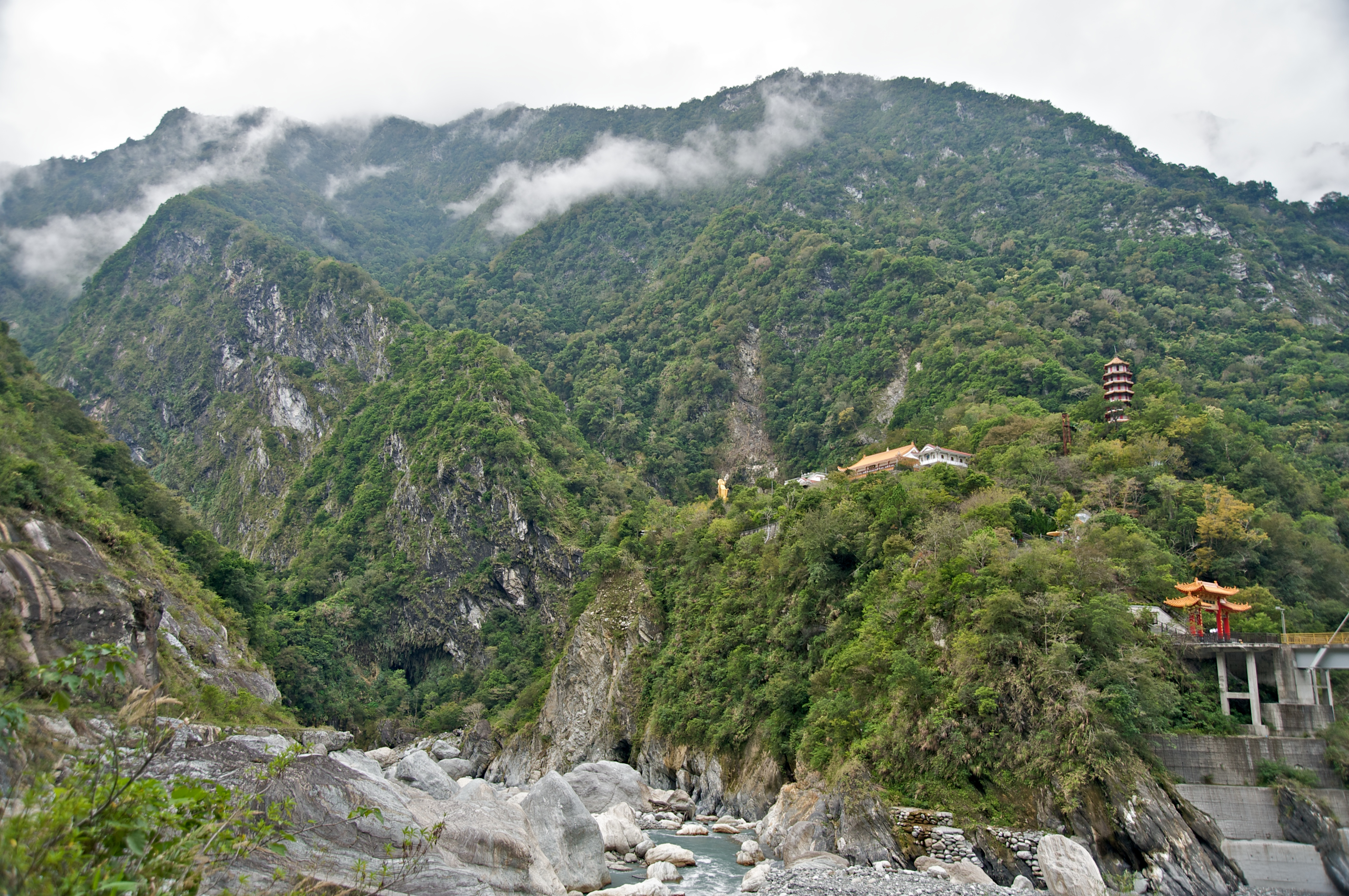
Xiangde-Tempel und Tianfong-Pagode
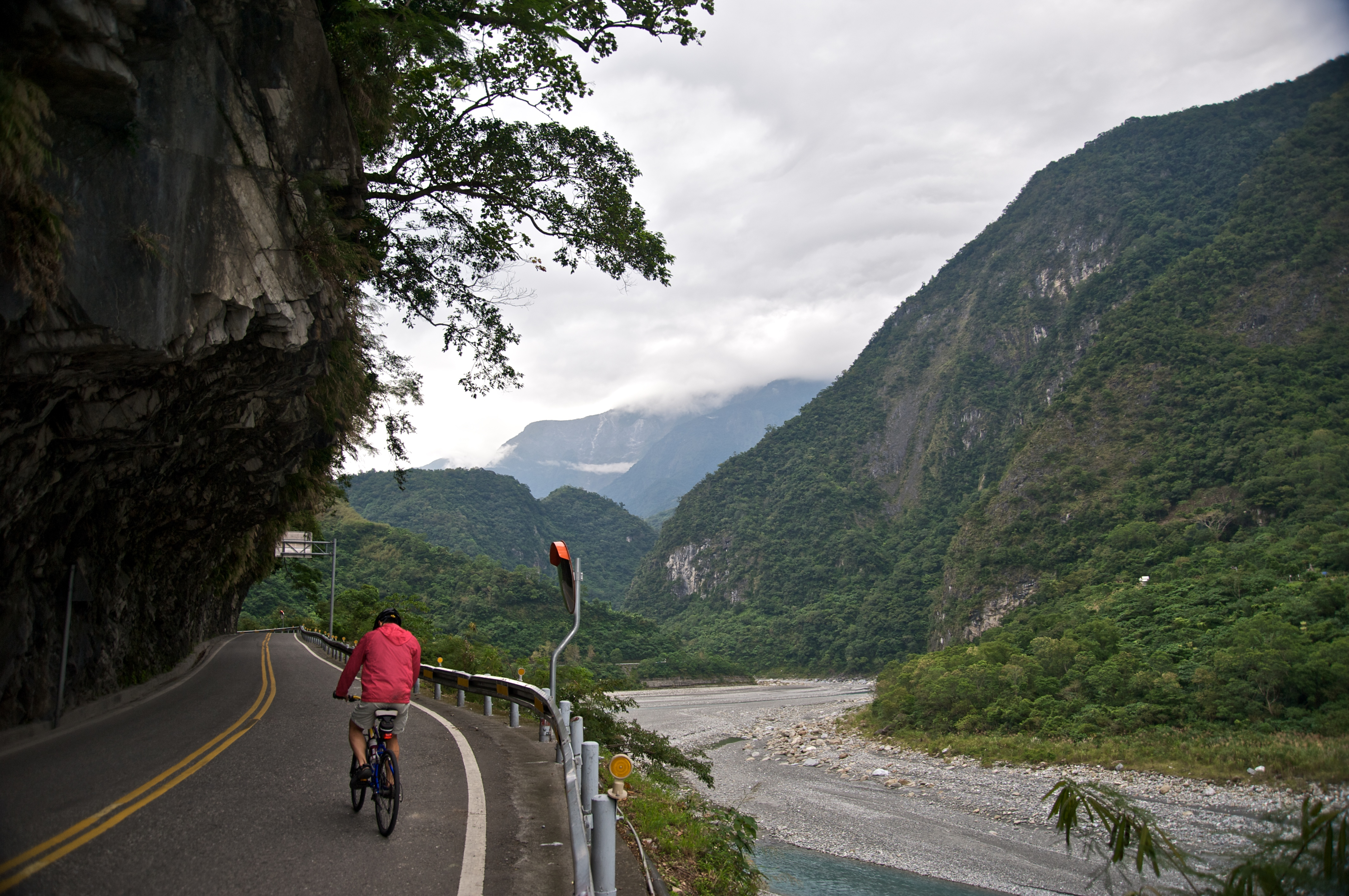
Radfahrer in der Taroko-Schlucht
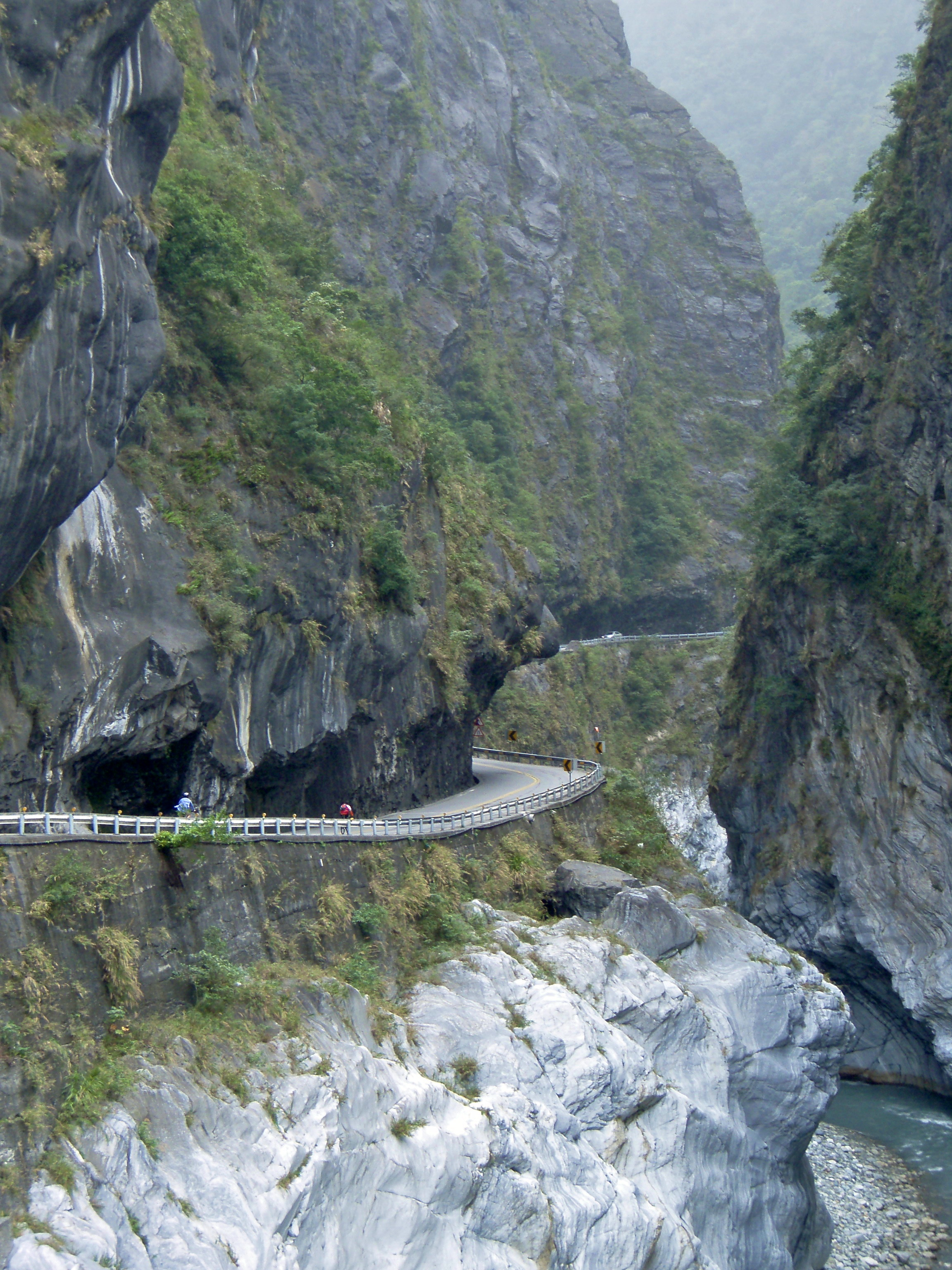
Straße entlang der Schlucht
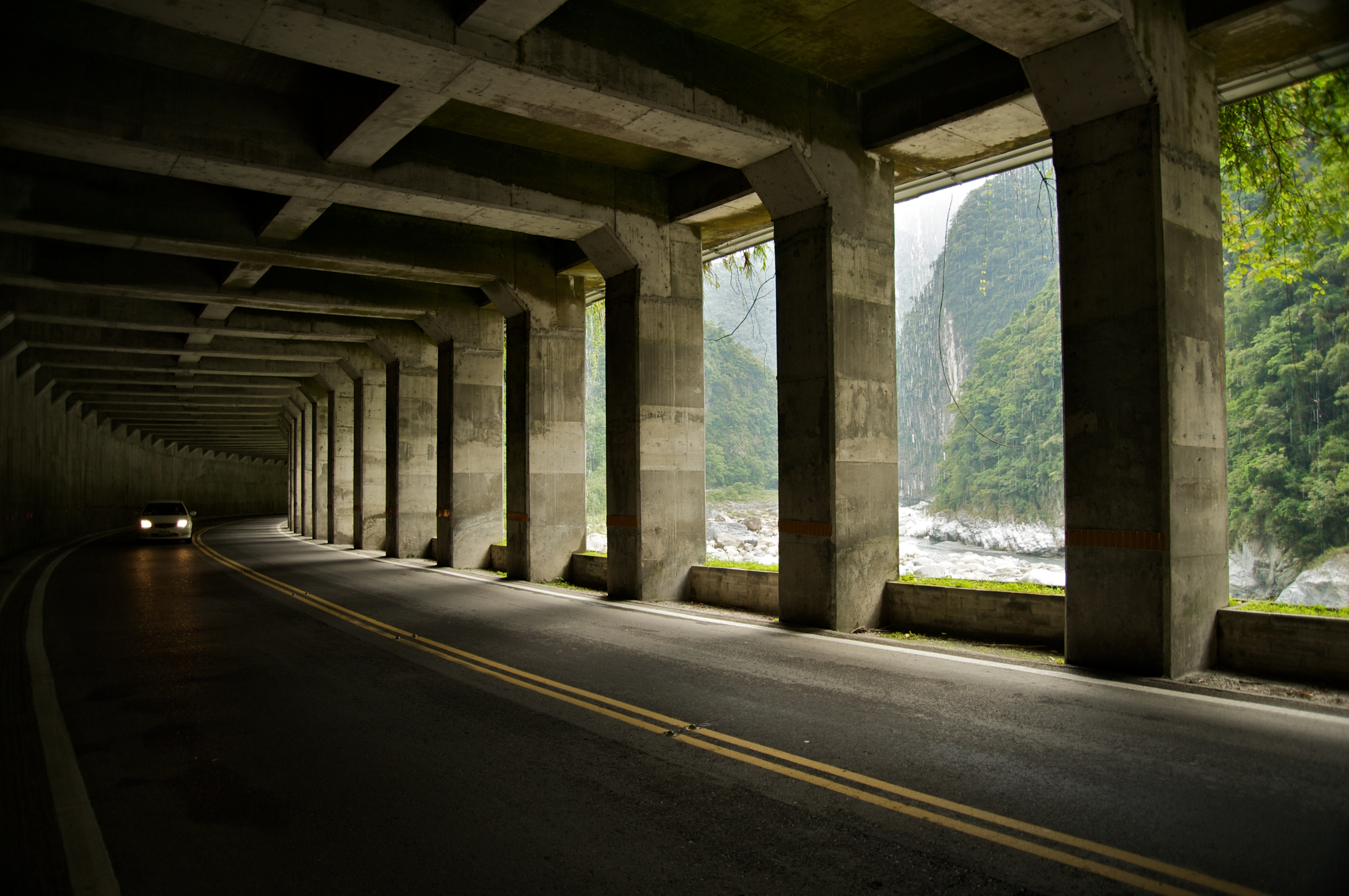
Halbuntertunnelte Straßenführung
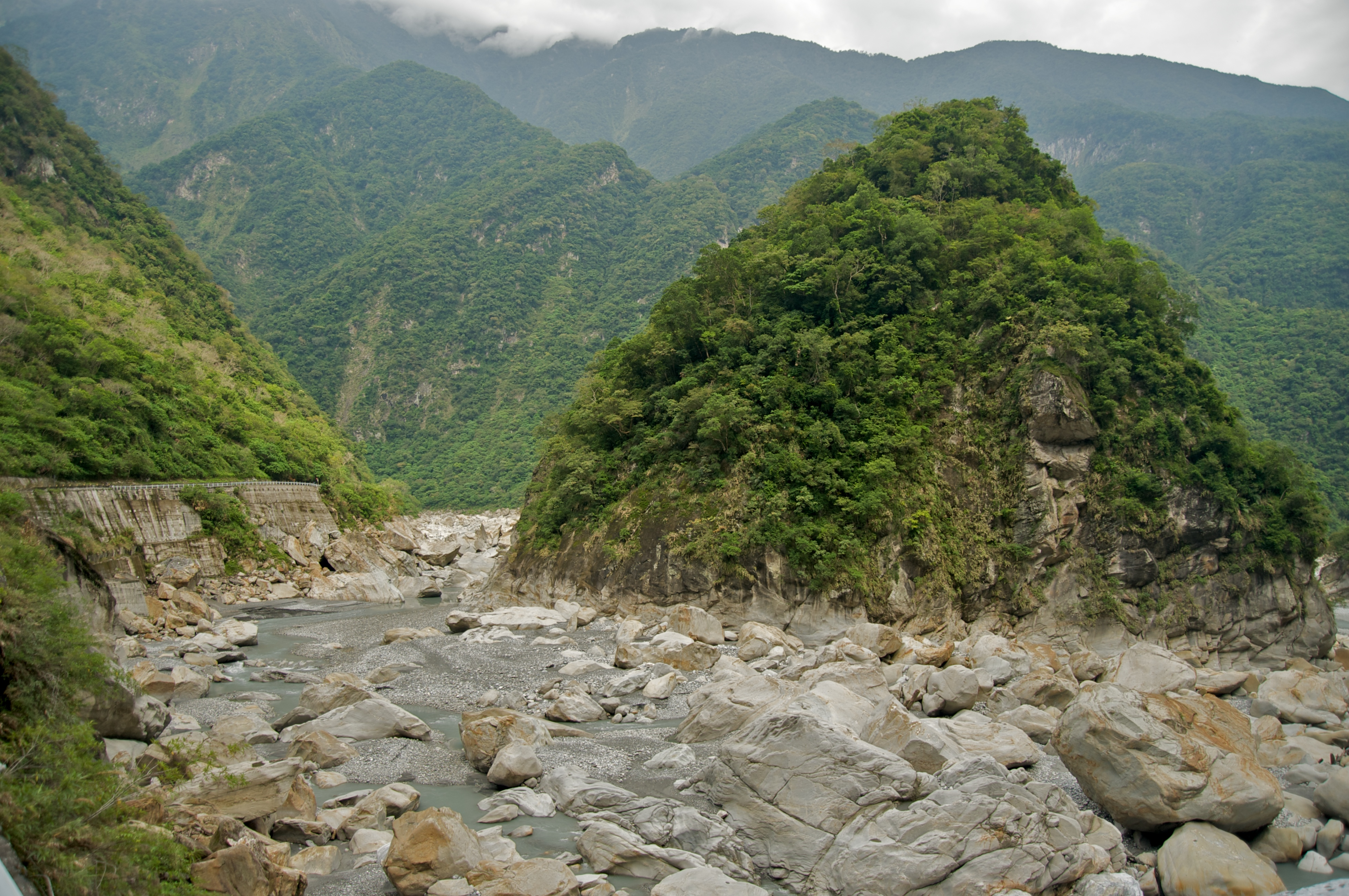
Flussbett
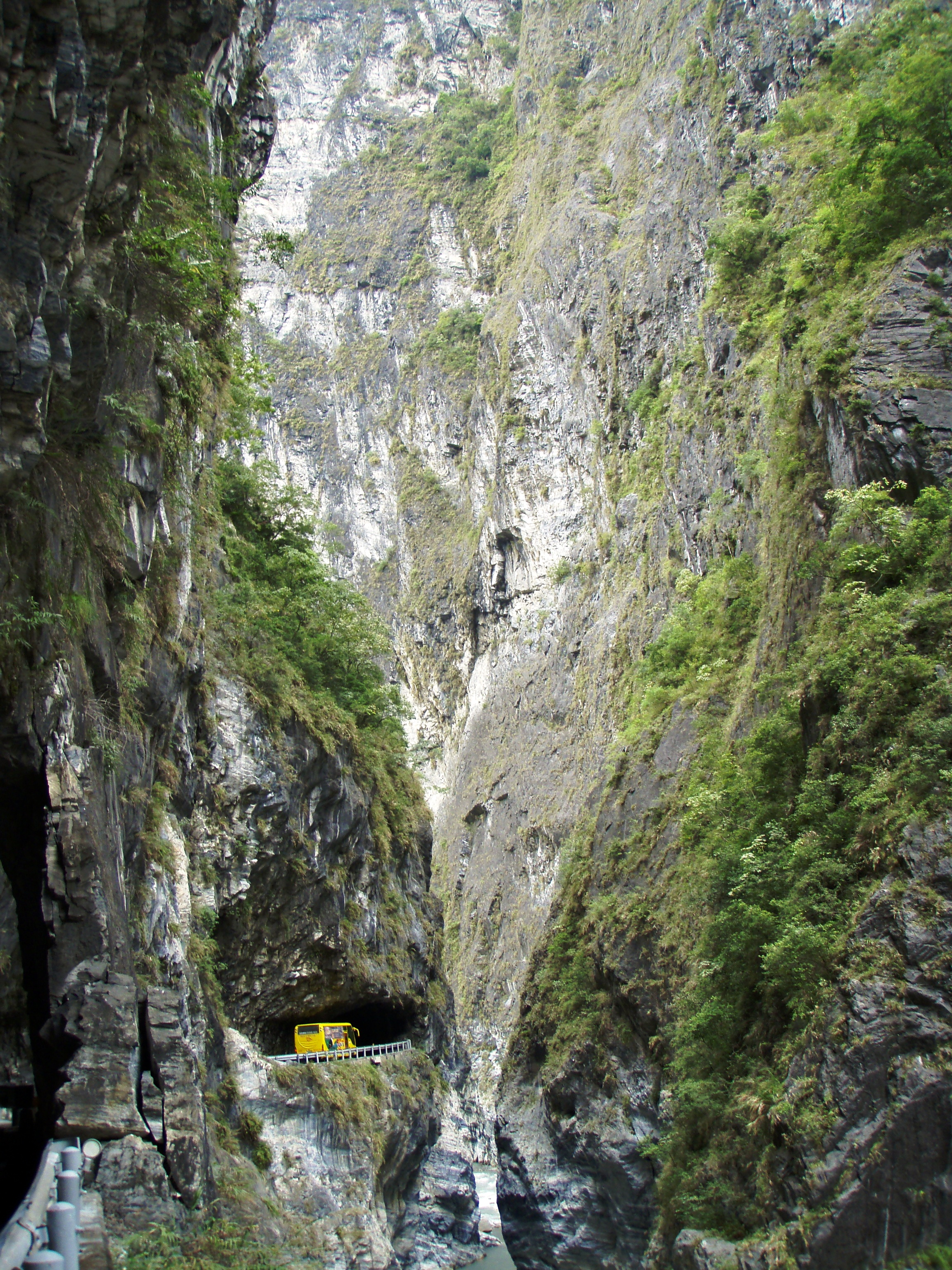
Engstelle der Schlucht
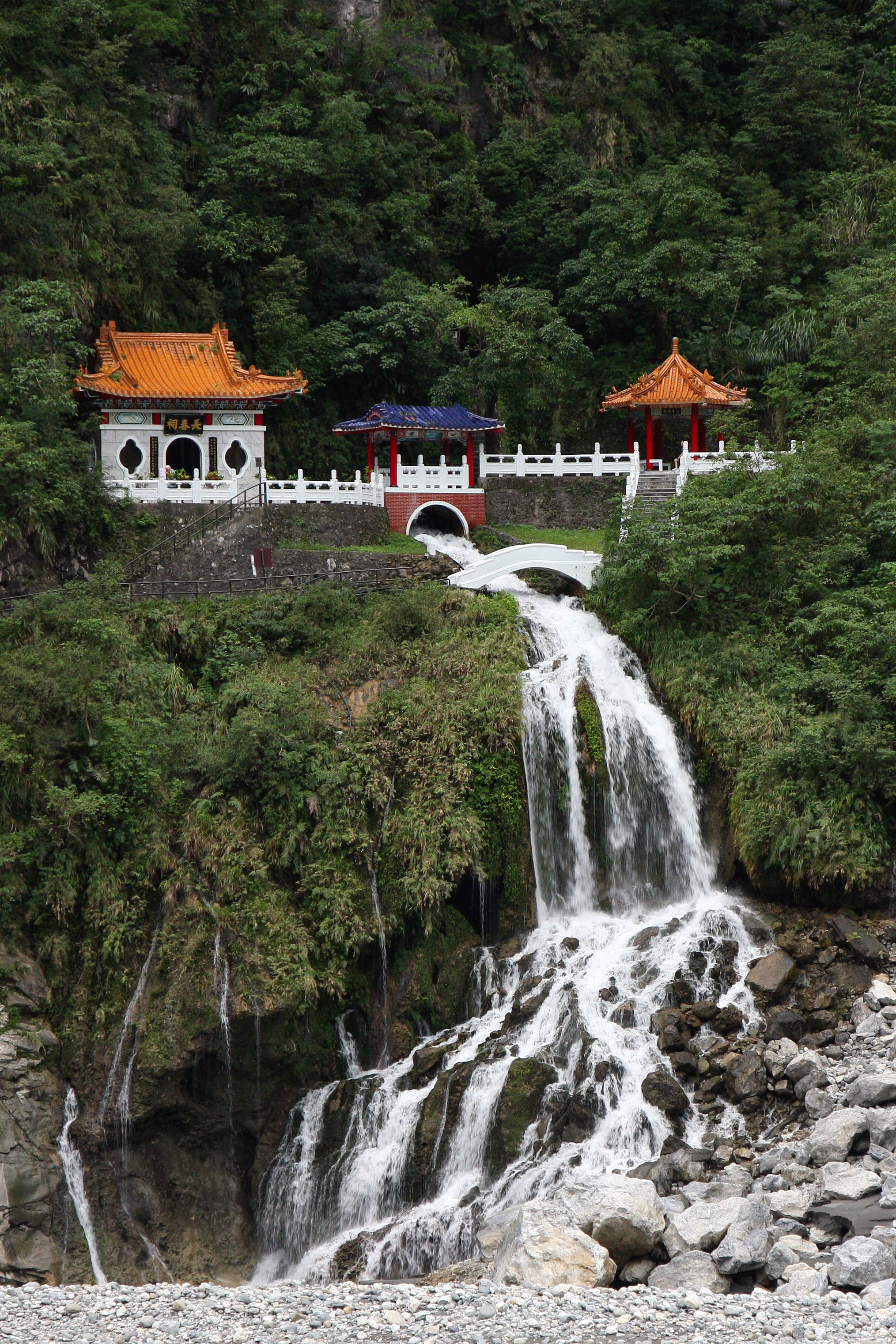
Schrein des ewigen Frühlings
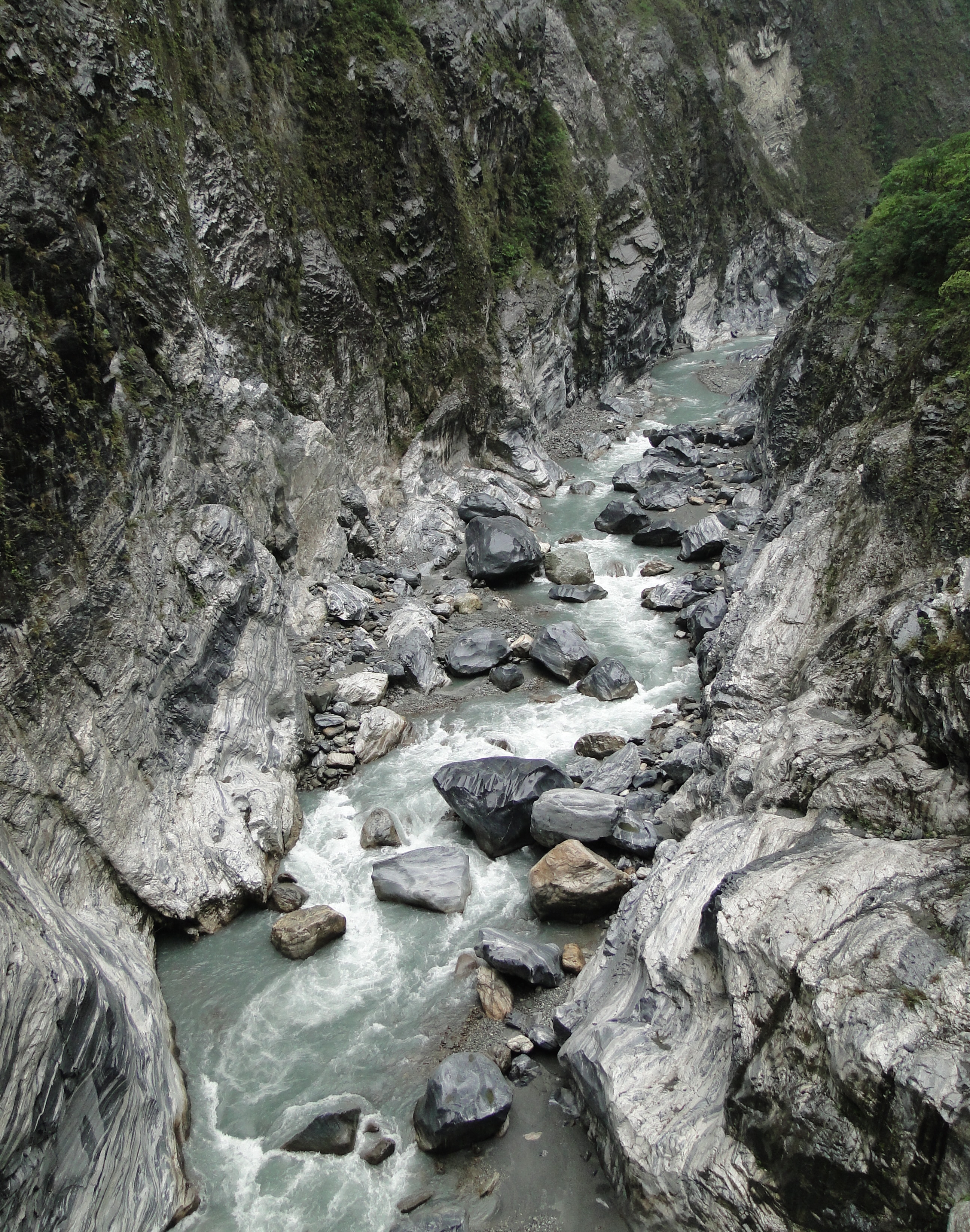
Liwu-Fluss
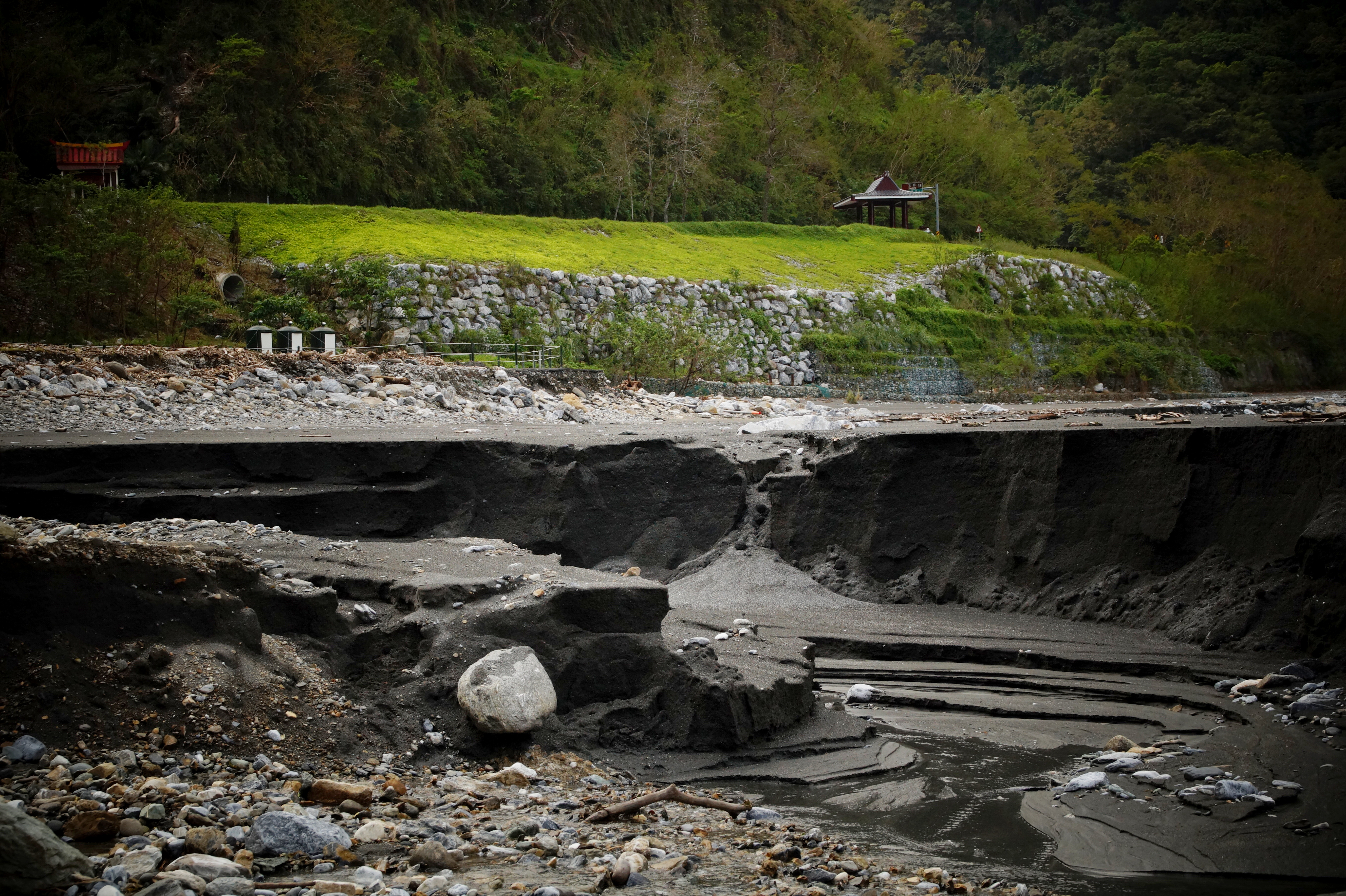
Schlammablagerungen am Unterlauf des Liwu-Flusses
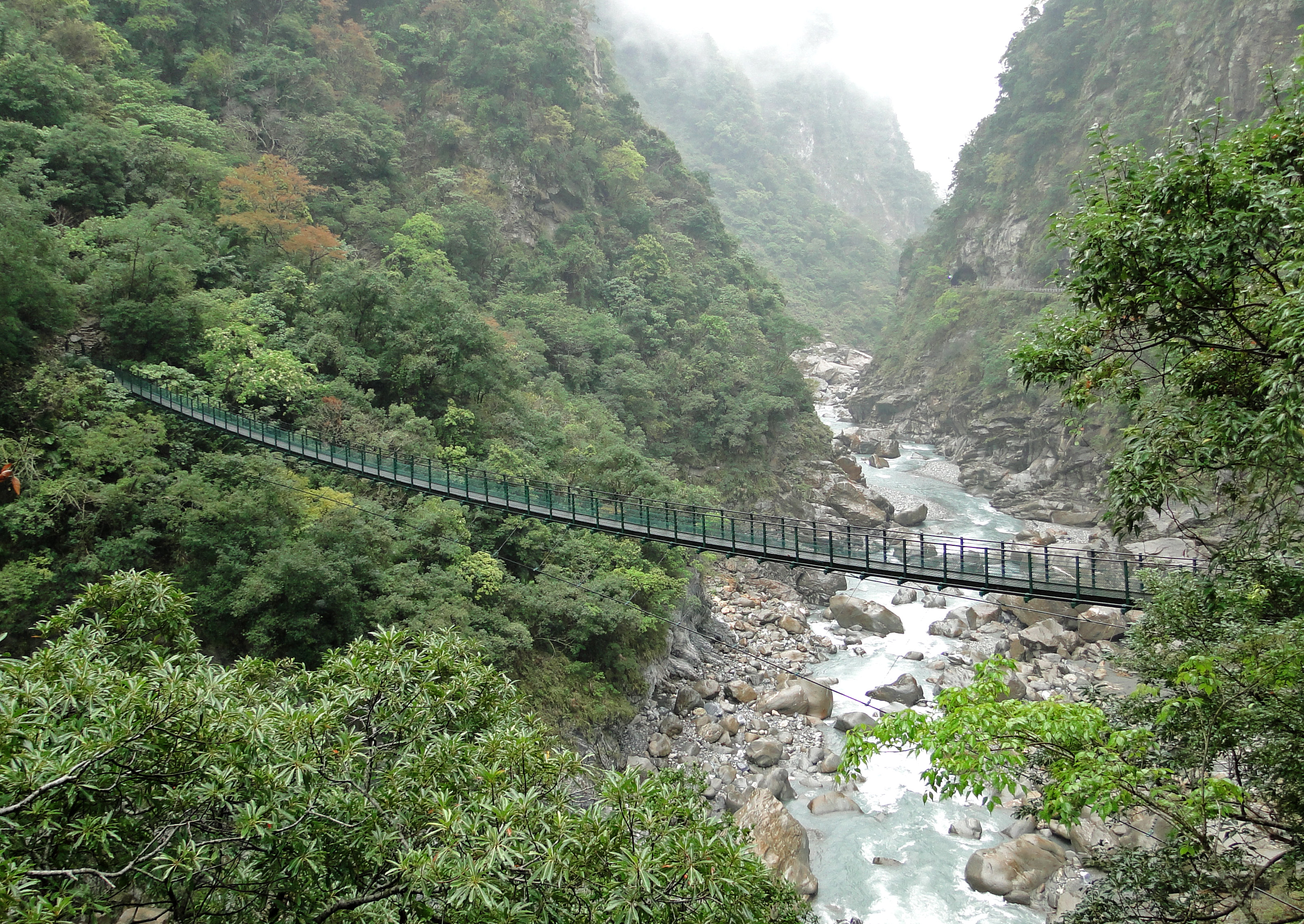
Fußgänger-Hängebrücke
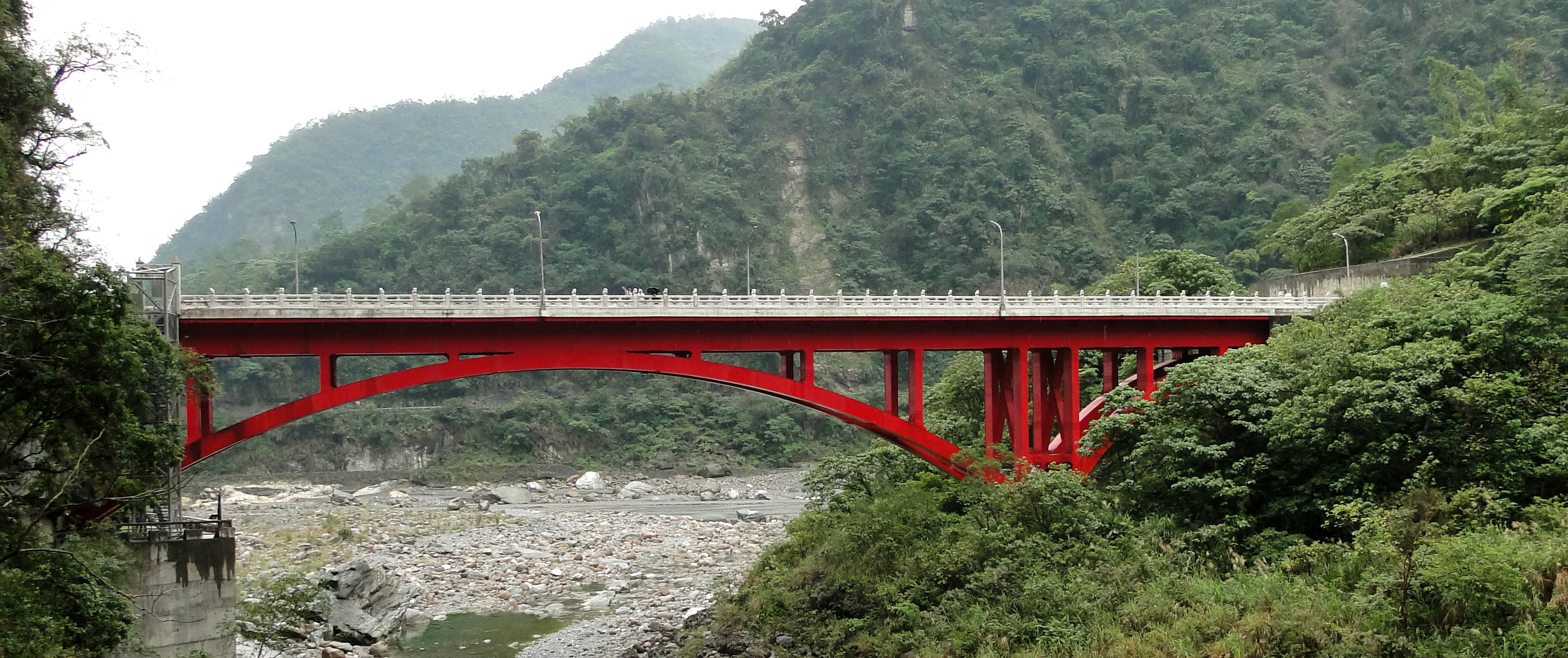
Brücke der 100 Löwen
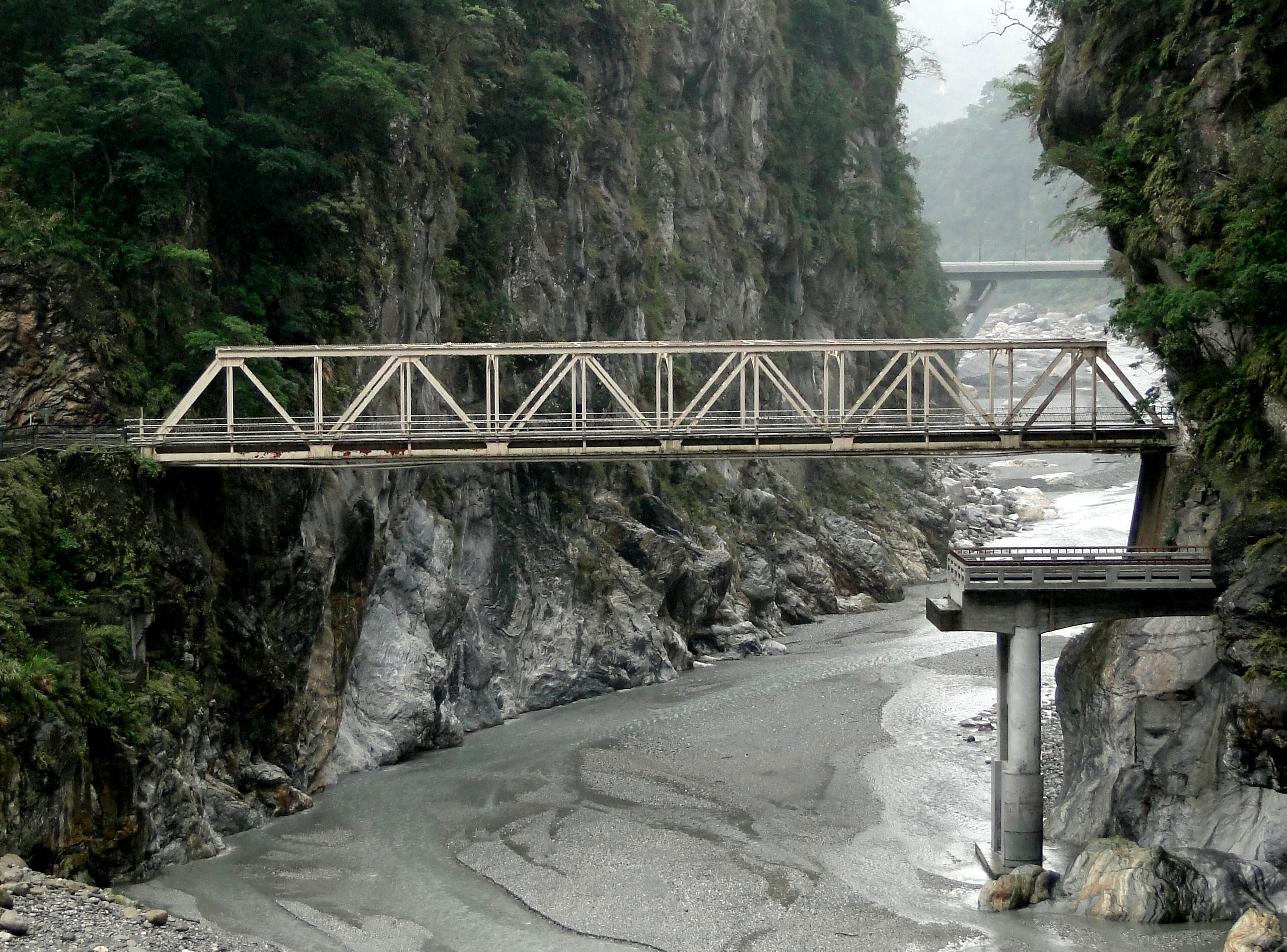
Changchun-Brücke
- Taroko-Nationalpark